# Chemin des Carmes
Le chemin des Carmes (en occitan : camin dels Carmes) est une voie de Toulouse, chef-lieu de la région Occitanie, dans le Midi de la France.

## Situation et accès

### Description
Le chemin des Carmes est une voie publique. Il correspond au chemin vicinal no 80, dit « des Carmes ». Il se trouve au sud du quartier de Malepère, à la limite des communes de Labège et de Saint-Orens-de-Gameville.
Il naît perpendiculairement à la route de Labège, du côté de Toulouse, et de la route de Baziège-La Lauragaise, du côté de Labège. Il conserve un visage encore rural puisque, sur une large partie de son parcours, il est encadré de fossés et qu'il n'existe pas de trottoir réservé à la circulation des piétons. Il est d'abord orienté au nord-est, relativement rectiligne, suivant la limite communale. Il change d'orientation au carrefour de la rue de Fondargent, qu'il reçoit à droite, et oblique au nord-ouest. Il se termine, après un parcours relativement tortueux, en rencontrant le chemin de Malepère.
La chaussée compte une seule voie de circulation automobile à double-sens. Elle appartient à une zone 30 et la vitesse y est limitée à 30 km/h. Il n'existe pas de piste, ni de bande cyclable.

### Voies rencontrées
Le chemin des Carmes rencontre les voies suivantes, dans l'ordre des numéros croissants (« g » indique que la rue se situe à gauche, « d » à droite) :
1. Route de Labège (g)
2. Route de Baziège-La Lauragaise - Labège (d)
3. Voie sans nom (g)
4. Rue des Vignes - Saint-Orens-de-Gameville (d)
5. Impasse des Vignes - Saint-Orens-de-Gameville (d)
6. Rue de Fondargent - Saint-Orens-de-Gameville (d)
7. Chemin de Malepère

## Odonymie
Le chemin tient son nom du domaine des Carmes, qui avait été donné au XVIIe siècle par le magistrat Gabriel de Vendages de Malepeyre aux religieux du couvent des Grands Carmes de Toulouse. En 1947, on proposa de l'appeler chemin du Laboureur, afin d'éviter l'homonymie avec la place des Carmes, mais on décida en 1956 de ne pas le conserver.

## Patrimoine et lieux d'intérêt
- no  45-51 : maison (XVIIe siècle)[3].
- no  51 bis : maison (XIXe siècle).
- no  70 : maison (XIXe siècle).

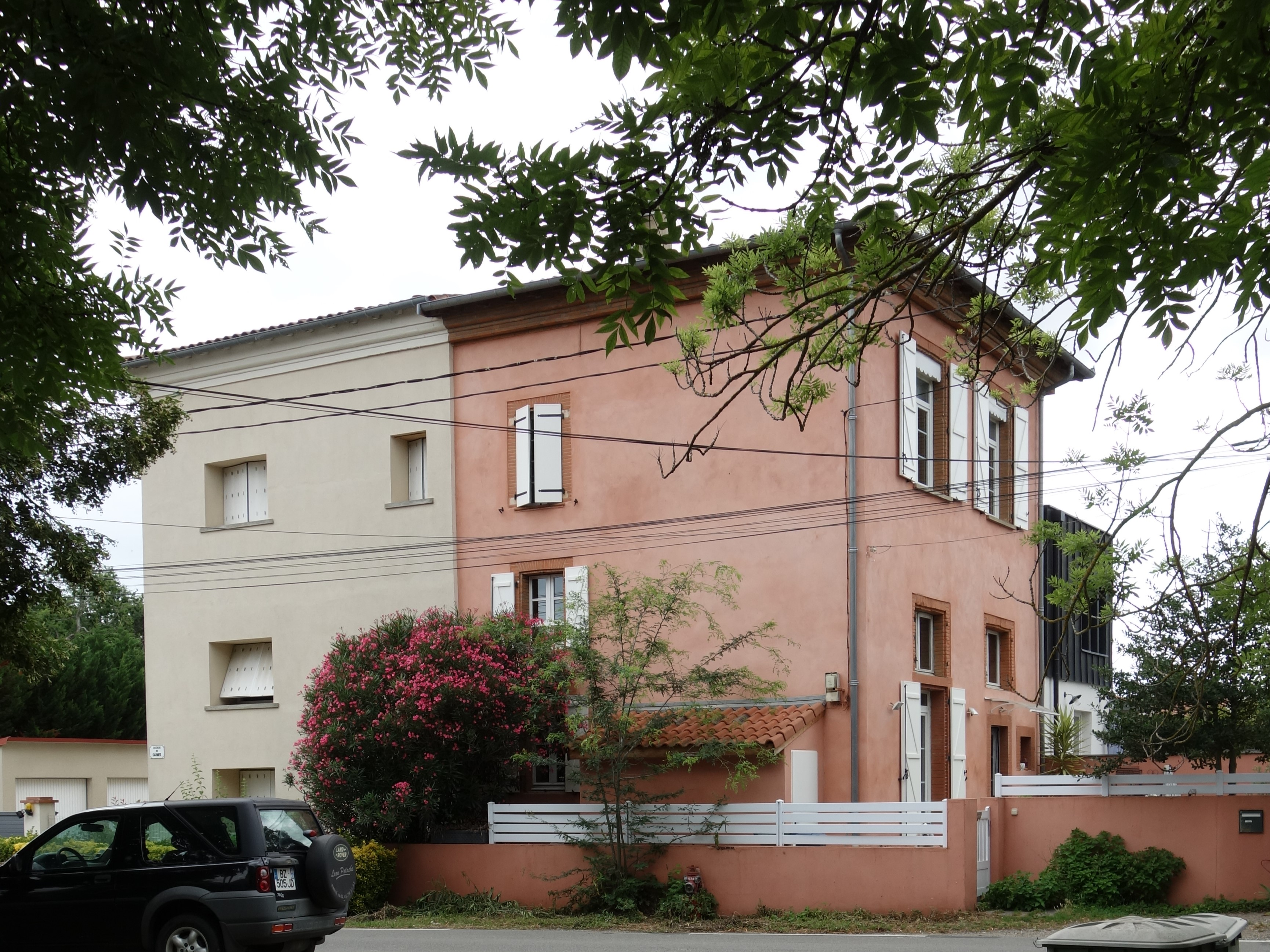
no 45-51 : maison.

- no  94 : ferme (deuxième moitié du XIXe siècle)[4].